# Meneptila
Meneptila là một chi bướm đêm thuộc họ Cosmopterigidae.